# Campeonato Mundial de Tiro con Arco en Sala de 1997
El IV Campeonato Mundial de Tiro con Arco en Sala se celebró en Estambul (Turquía) entre el 24 y el 30 de marzo de 1997 bajo la organización de la Federación Internacional de Tiro con Arco (FITA) y la Federación Turca de Tiro con Arco.

## Medallistas

### Masculino
| Evento                    | Oro                                                       | Plata                                                         | Bronce                                                      |
| ------------------------- | --------------------------------------------------------- | ------------------------------------------------------------- | ----------------------------------------------------------- |
| Arco recurvo individual   | Chung Jae-Hun Corea del Sur                               | Shane Parker Estados Unidos                                   | Sébastien Flute Francia                                     |
| Arco recurvo por equipo   | Chung Jae-Hun Lee Dong-Wook Han Seung-Hoon Corea del Sur  | Magnus Petersson · Göran Bjerendal · Per-Johan Spang · Suecia | Michele Frangilli · Filippo Clini · Matteo Bisiani · Italia |
| Arco compuesto individual | Dee Wilde Estados Unidos                                  | Morgan Lundin · Suecia                                        | Danilo Mioković Yugoslavia                                  |
| Arco compuesto por equipo | Morgan Lundin · Henric Nyström · Peter Rasmusson · Suecia | Tom Henriksen Niels Baldur Per Knudsen Dinamarca              | Dominique Giroud · Simon Frankhauser · David Lopez · Suiza  |

### Femenino
| Evento                    | Oro                                                          | Plata                                                           | Bronce                                                       |
| ------------------------- | ------------------------------------------------------------ | --------------------------------------------------------------- | ------------------------------------------------------------ |
| Arco recurvo individual   | Tatiana Muntian · Ucrania                                    | Kim Hyun-Ji Corea del Sur                                       | Natalia Nasaridze Turquía                                    |
| Arco recurvo por equipo   | Cornelia Pfohl · Wiebke Nulle · Sandra Wagner · Alemania     | Yana Tuniyants · Irina Leonova · Yelena Plotnikova · Kazajistán | Lina Herasymenko · Svitlana Bard · Tatiana Muntian · Ucrania |
| Arco compuesto individual | Valérie Fabre Francia                                        | Sylviane Lambelet · Suiza                                       | Irma Luyting · Países Bajos                                  |
| Arco compuesto por equipo | Theresa Berthold Glenda Penaz Jamie van Natta Estados Unidos | Valérie Fabre Michèle Deloraine Sophie Cordier Francia          | Petra Ericsson · Ulrika Sjöwall · Pernilla Svensson · Suecia |

## Medallero
| Núm. | País           | Oro | Plata | Bronce | Total |
| ---- | -------------- | --- | ----- | ------ | ----- |
| 1    | Corea del Sur  | 2   | 1     | 0      | 3     |
| 1    | Estados Unidos | 2   | 1     | 0      | 3     |
| 3    | Suecia         | 1   | 2     | 1      | 4     |
| 4    | Francia        | 1   | 1     | 1      | 3     |
| 5    | Ucrania        | 1   | 0     | 1      | 2     |
| 6    | Alemania       | 1   | 0     | 0      | 1     |
| 7    | Suiza          | 0   | 1     | 1      | 2     |
| 8    | Dinamarca      | 0   | 1     | 0      | 1     |
| 8    | Kazajistán     | 0   | 1     | 0      | 1     |
| 10   | Italia         | 0   | 0     | 1      | 1     |
| 10   | Países Bajos   | 0   | 0     | 1      | 1     |
| 10   | Turquía        | 0   | 0     | 1      | 1     |
| 10   | Yugoslavia     | 0   | 0     | 1      | 1     |
|      | TOTAL          | 8   | 8     | 8      | 24    |